# Bedřich Havránek
Pour les articles homonymes, voir Havránek.
 Bedřich Havránek , aussi transcrit Friedrich Havránek, est un peintre paysagiste et illustrateur tchèque, de la période romantique, né le 4 janvier 1821 à Prague et décédé le 1er mars 1899 dans la même ville.
Il étudie à l'Académie de Prague sous l’égide d’Antonín Mánes. Après ses études, il visite la France, la Pologne, l'Allemagne et l'Angleterre et compile des carnets de croquis de ses voyages.